# Ruelle à Montréal
Pour les articles homonymes, voir Ruelle (homonymie).

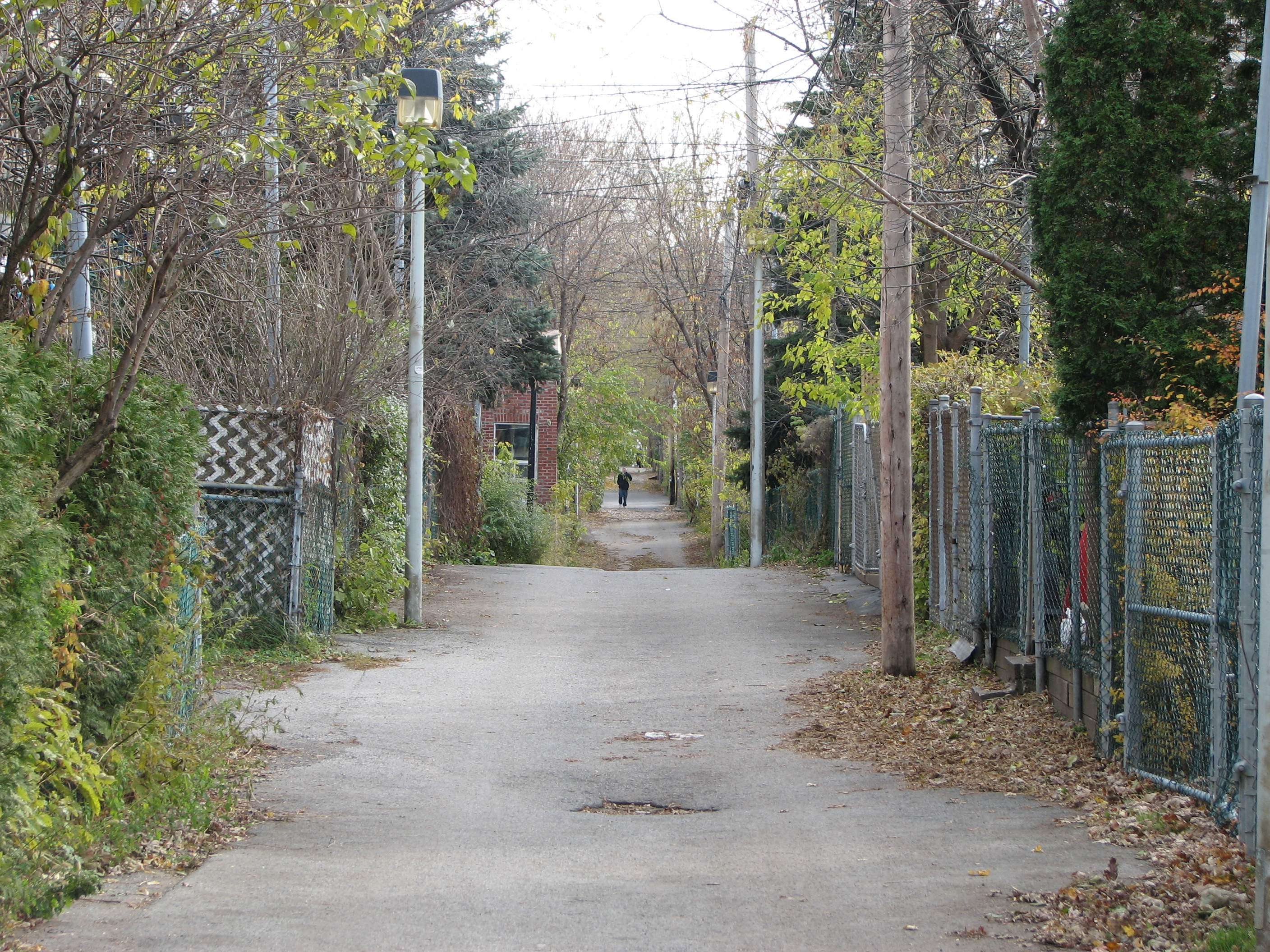
Ruelle du quartier Petite-Patrie en automne

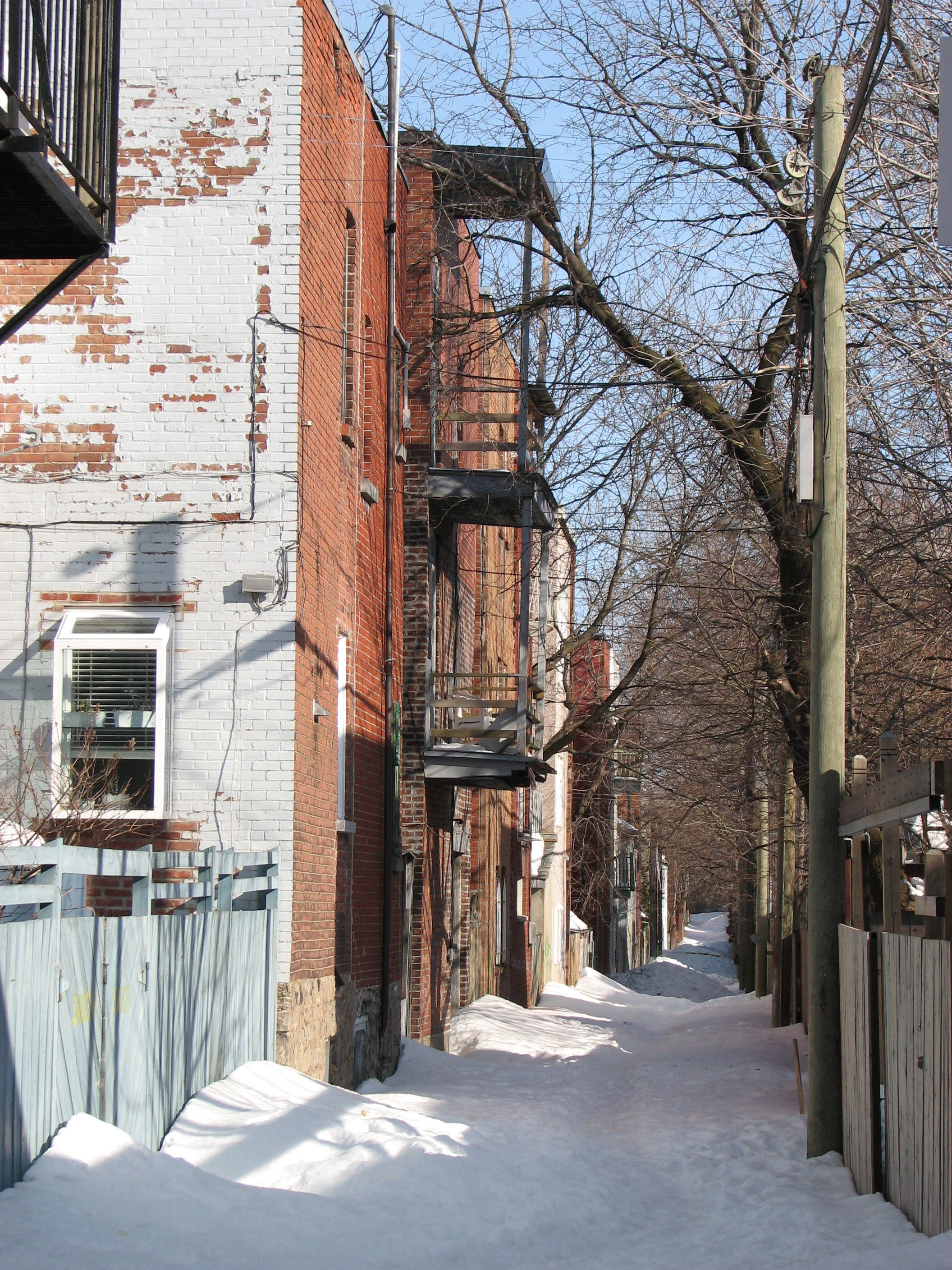
Ruelle du quartier Mile End en hiver

Dans la région de Montréal, une ruelle est une voie de desserte parallèle aux rues sur laquelle donne la cour arrière des maisons. Il s'agit d'un élément caractéristique de l'urbanisme montréalais des années 1890-1930. Selon l'auteur du guide Marcher à Montréal et ses environs, la ville compterait 450 km de ruelles.
On les retrouve également dans certaines villes industrielles situées en périphérie de Montréal, dont Salaberry-de-Valleyfield.

## Localisation
Les ruelles sont caractéristiques de certains quartiers résidentiels centraux de la ville, lotis à partir de la fin du XIXe siècle. Il s'agit essentiellement des quartiers Plateau Mont-Royal, Mile End, Milton Parc, Petite-Patrie, Hochelaga-Maisonneuve, Tétreaultville, Pointe-aux-Trembles et Villeray. Dans les quartiers plus anciens, comme Centre-Sud, les cours arrière sont généralement accessibles par l'intermédiaire de portes cochères. Dans les quartiers plus récents, lotis après le milieu du XXe siècle, les jardins arrière sont contigus et ne disposent pas de voies d'accès.

## Origine
Le concept de ruelle aurait été importé de Grande-Bretagne à la fin du XIXe siècle. L'augmentation très rapide de la population montréalaise à cette époque forçait les promoteurs à construire des habitations serrées, alignées perpendiculairement aux rues. Pour gagner de l'espace, la porte cochère fut abandonnée et on aménagea une voie parallèle permettant d'accéder à l'arrière des lots.
À Montréal, la ruelle apparaît d'abord dans le quartier Saint-Antoine, qui deviendra Westmount, lors du lotissement du domaine McTavish en 1845. Les plans s'inspirent des mews d'Édimbourg en Écosse, ruelles menant aux écuries. Pour traduire le terme back lane utilisé par la population anglophone de Montréal, les francophones choisiront le terme ruelle désignant une voie petite et étroite.

## Description
Bien qu'étant assez larges pour permettre le passage de véhicules, les ruelles de Montréal ne sont pas considérées comme des rues et elles ne sont que très rarement nommées (ruelles Bureau, Cérat...) Pour les désigner, on emploie des périphrases comme «la ruelle entre la rue de la Roche et la rue Christophe-Colomb», par exemple. Relevant de l'administration municipale depuis 1960, elles sont asphaltées ou bétonnées et entretenues par la Ville de Montréal, mais le déneigement n'y est pas systématique.
La plupart des ruelles de Montréal présentent un aspect verdoyant, dû à la végétation des jardins privés qui les bordent. Les chats y sont nombreux, de même que les écureuils gris (dont le pelage est parfois noir sur l'île de Montréal), et on peut même y rencontrer des ratons-laveurs, des mouffettes, et plus rarement des marmottes.
Aux abords des avenues commerciales, elles prennent une apparence plus urbaine.

## Utilité
Initialement, la ruelle à Montréal est une voie de service à l'arrière des lots. La porte cochère perd alors sa raison d'être et des maisons plus larges peuvent ainsi être construites. La ruelle sert alors à la circulation des domestiques, à la livraison des marchandises et au débarras des déchets. Elle sert également d'issue de secours. Son utilité est telle qu'elle sera rapidement adoptée dans tous les quartiers et non plus seulement dans les secteurs riches.
Plus intimes et plus calmes que les rues, les ruelles étaient autrefois le cadre de sociabilité, des rencontres entre voisins, des jeux d'enfants, du passage de certains marchands, etc. Le très fort taux de natalité dans la première moitié du XXe siècle au Québec en faisait les territoires de jeux par excellence des enfants, qui y pratiquaient le hockey l'hiver, le baseball l'été.
Aujourd'hui, les ruelles servent surtout de lieu de promenade (à pied ou à bicyclette) et de voies d'accès aux jardins et aux places de stationnement privées. Dans certains quartiers, les camions chargés du ramassage des ordures ménagères y passent. Ailleurs, c'est le véhicule de l'aiguiseur ambulant ou celui du ramasseur de ferrailles.

### Ruelles vertes

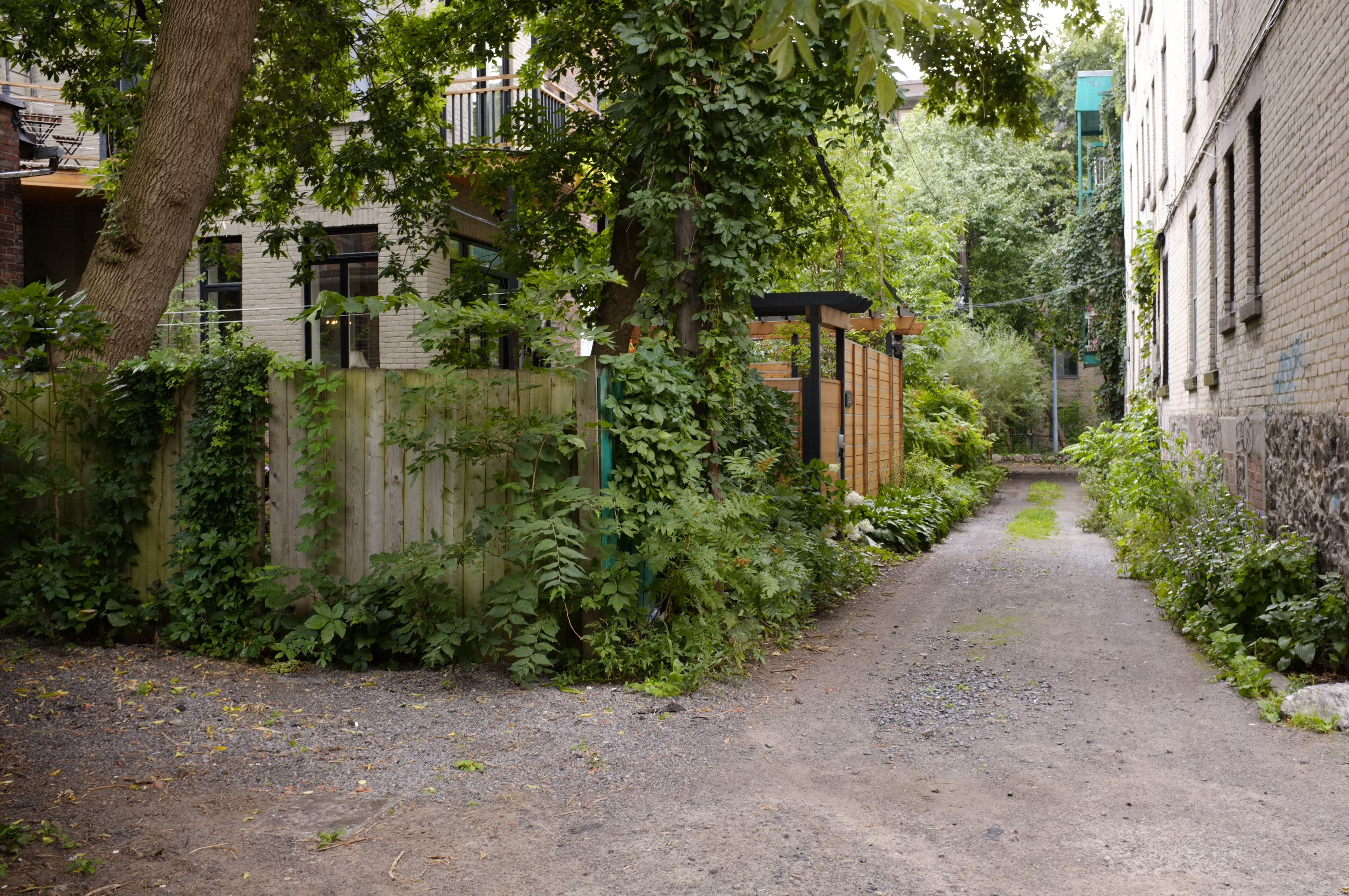
Exemple d'une ruelle verte

Depuis les années 1990, un mouvement d'aménagement environnemental des ruelles s'est développé, sous le nom de «ruelles vertes». Il s'agit pour les riverains de se réapproprier cet espace public en augmentant la couverture végétale et en aménageant divers éléments qui favorisent le voisinage, la qualité de vie, la sécurité et l'environnement. Il en existe une trentaine dans le Plateau-Mont-Royal; leur nombre est en augmentation constante les quartiers centraux.